# Hervormde kerk (Hapert)
De Hapertse Hervormde kerk is een voormalig kerkgebouw aan de Oude Provincialeweg te Hapert in de Nederlandse provincie Noord-Brabant. De eerste steen werd gelegd in 1826. De kerk werd in 1828 in gebruik genomen en in 1954, ondanks de monumentale status, gesloopt.
De Nederlands Hervormde kerk in Hapert was een driezijdig gesloten zaalkerk met een klein torentje en gebouwd in een neoclassicistische stijl. De kerk stond aan het kerkeneind schuin tegenover de middeleeuwse kerk en tussen een boerderij en het huidige restaurant Poort van Brabant. 

## Aanleiding voor de bouw
Na de teruggaaf van de kerken aan de katholieken door koning Lodewijk Napoleon in 1809 werd er een landelijke  regeling ingevoerd om een einde te maken aan conflicten tussen katholieken en protestanten over het bezit van oude kerken. Zo werden er door het hele land zogenaamde Waterstaatskerken gebouwd. Nadat de middeleeuwse kerk in Hapert in 1819 weer in katholieke handen was en in 1820 er ter compensatie een protestantse kerk gerealiseerd was in Bladel, voelde de Hapertse hervormde lidmaten er weinig voor om elke zondag naar Bladel te reizen, waardoor een aantal jaar lang ruimtes in Hapert werden afgehuurd om zo de godsdiensten te kunnen blijven uitoefenen. Het gevolg hiervan was dat er in 1826 door de Hervormde Gemeente Bladel-Hapert uiteindelijk ook een protestantse kerk gebouwd werd in Hapert die in december dat jaar gereed was, maar pas in juni 1828 werd ingewijd.

## Totstandkoming van de sloop
Begin 20e eeuw begon het kerkje in verval te raken. Het werd voor het laatst gebruikt in 1914, toen er een dienst werd gehouden voor de gemobiliseerde militairen die hier gestationeerd waren vanwege de Eerste Wereldoorlog. Door de Hervormde Gemeente Bladel-Hapert werd het ook niet meer onderhouden. Hierdoor was het gebouw in 1939 dusdanig vervallen geraakt, terwijl het aantal protestantse gezinnen in Hapert inmiddels was gedaald naar vier, dat de kerkenraad besloot om over te gaan tot sloop en de grond van de hand te doen. Dit ging telkens niet door, omdat het gebouw in 1931 een monumentenstatus had verkregen en werd beschouwd als rijksmonument. 
Uiteindelijk werd het gebouw in 1954 alsnog gesloopt, nadat hiervoor een vergunning verleend werd van de Hervormde Gemeenschap te Hapert op grond van bouwverordening.

## Vergelijkbare en nabij gelegen kerkjes
- Protestantse kerk (Bergeijk)
- Witte kerkje (Bladel)
- Hervormde kerk (Eersel)
- Rode kerkje (Hoogeloon)

## Trivia
- De hervormde kerk van Hapert vormde samen met het Witte kerkje uit Bladel de twee kerkgebouwen van de protestantse gemeente Bladel-Hapert.